# Juraj Tomášek
Juraj Tomášek (* 6. července 1988, Stretavka) je slovenský fotbalový záložník v současnosti působící v klubu FC ViOn Zlaté Moravce.

## Fotbalová kariéra
Svoji fotbalovou kariéru začal v ŠKP Dúbravka. Mezi jeho další kluby patří: ŠK Slovan Bratislava, FC ViOn Zlaté Moravce, ŠK SFM Senec a FK Spartak Vráble.